# ニコライ・コヴァレフ

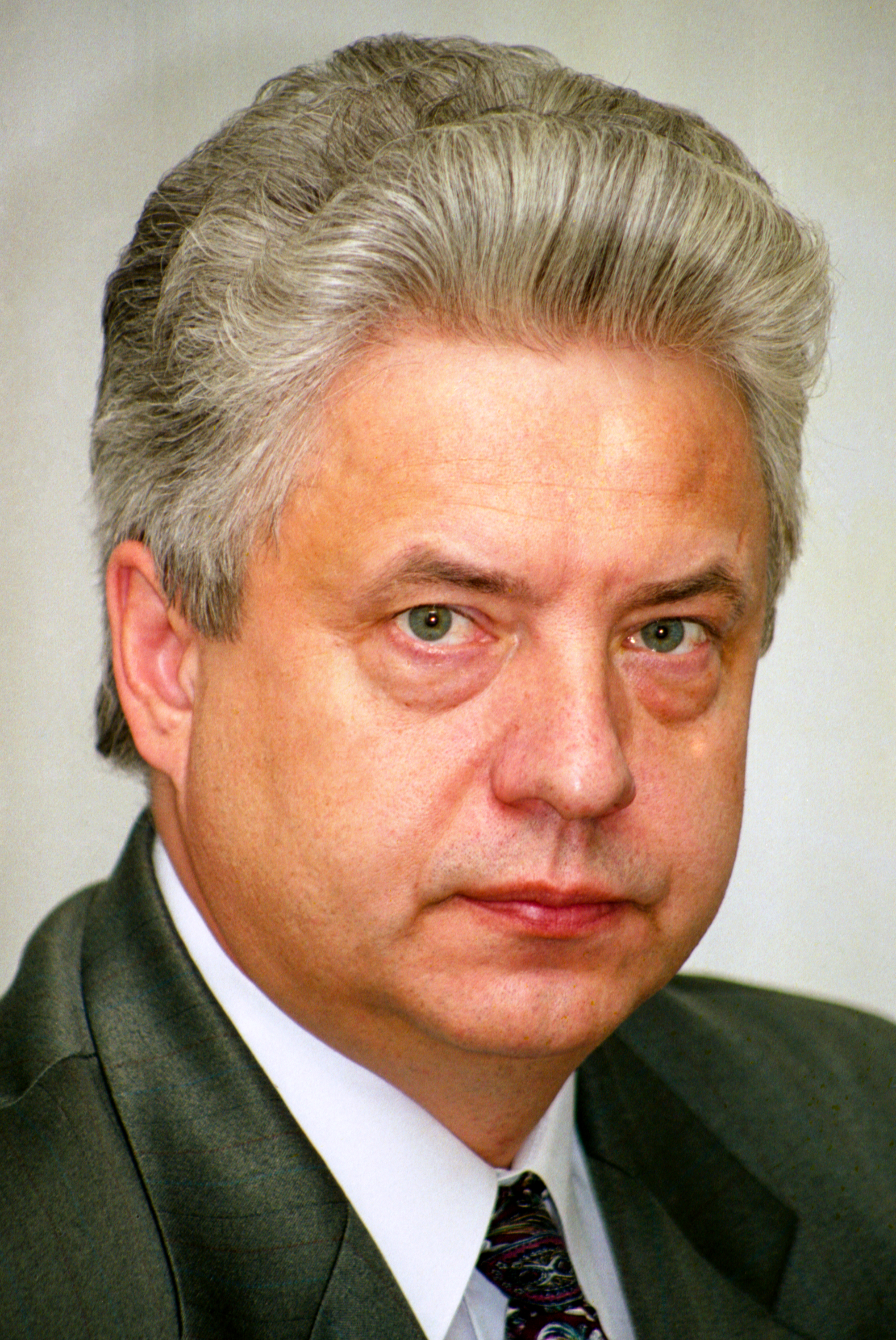
1999

ニコライ・ドミトリエヴィチ・コヴァレフ（コヴァリョフ、ロシア語: Никола́й Дми́триевич Ковалёв、ラテン文字表記の例：Nikolai Dmitrievich Kovalyov、1949年8月6日 - 2019年4月5日）は、ロシア連邦の軍人、チェキスト、シロヴィキ。元ロシア連邦保安庁（FSB）長官。上級大将。

## 生涯
モスクワ出身。1972年、モスクワ電子機械製造大学を卒業し、半導体機械製造設計局で設計技師として働く。
1974年、ソ連国家保安委員会（KGB）に入り、KGBモスクワ・モスクワ州局ペルヴォマイスキー地区課の初級作戦係から経歴を始める。2年間、アフガニスタンで勤務。1994年までは、ロシア連邦防諜庁（FSK）モスクワ市・モスクワ州局副局長。1994年、FSK次官に任命。1996年6月20日、ロシア連邦保安庁（FSB）長官代行に任命。
1996年7月9日、FSB長官に任命。FSB在任時代は、妥協的な人物と見られ、政治には余り関与せず、世間に余り知られなかった。1997年1月、省庁間対テロ委員会議長に任命。1998年7月、FSB長官を解任。
同年11月、暗殺未遂に関する流言の流布と関連して、ボリス・ベレゾフスキーを名誉毀損で告訴。この訴訟は、後任のFSB長官ウラジーミル・プーチンが支持した。解任後は、ゼレノグラード市の「科学センター」財閥の副総裁。
1999年12月、政治ブロック「祖国・全ロシア」ロシア連邦議会下院国家会議選挙に立候補し当選する。2000年春、国家反汚職委員会委員長に選出。
2019年4月5日、モスクワに於いて逝去。

## パーソナル
妻帯（再婚）、1男1女を有する。